# Zvezna država
Zvézna držáva je država, ki je de jure osnovna in ekakopravna politična enota Federacije, ki ima v skladu s federalno zakonodajo določeno stopnjo samouprave. 
Zvezna država ima navadno svojo državno upravo, vlado in parlament. V organe federacije pa imenujejo svoje, navadno izvoljene, predstavnike.